# Izvoarele, Iași
Izvoarele (în trecut, Sturza și I. C. Frimu) este un sat în comuna Răchiteni din județul Iași, Moldova, România.
Este un sat destul de nou, care s-a format pe la începutul secolului al XX-lea. Primii locuitori ai satului au venit din satul vecin Răchiteni. Aceștia au fugit din calea deselor inundații generate de Siret din imediata apropiere. Populația satului se ridică la peste 1000 de locuitori, în totalitate romano-catolici.

## Istorie
Construit de câteva familii care au fugit din calea apelor în urma inundațiilor din satul alăturat Răchiteni la sfârșitul secolului XIX, satul apare prima dată menționat documentar în anul 1890. Ca și în Răchiteni, o dovadă a prezenței coloniilor de transilvăneni, venite în zona văii Siretului în secolele XVIII-XIX, reiese din religie (satul în întregime romano-catolic) și numele locuitorilor (Mătășel, Ghercă, Doboș, Antal, Tiba, Mârț, Iacob, Mateeș, Mihăeș, Blaj predominând). 
Informații suplimentare: Ceangăi
De-a lungul timpului, satul a mai avut și denumirile: Satu Nou (la început), Sturza (din cauza așezării pe moșiile boierului Sturza), I.C. Frimu.